# Santa Fe, Argentina
Santa Fe är huvudstad i provinsen Santa Fe i Argentina och har ungefär 400 000 invånare. Staden grundades 1573 av Juan de Garay, och ligger vid floden Salado och insjön Setubal, nära Paranáfloden, 475 km nordväst om Buenos Aires. En tunnel under floden förbinder staden med Paraná, huvudstaden i grannprovinsen Entre Ríos. Santa Fe är universitetsstad. 
Terrängen runt Santa Fe de la Vera Cruz är mycket platt. Runt Santa Fe de la Vera Cruz är det ganska tätbefolkat, med 172 invånare per kvadratkilometer.. Santa Fe de la Vera Cruz är det största samhället i trakten. 
Runt Santa Fe de la Vera Cruz är det i huvudsak tätbebyggt.

## Kända Santa Fe-bor
- Carlos Monzón, boxare
- Ariel Ramírez (Misa Criollas tonsättare)
- Carlos Reutemann, racerförare